# Карл Мориц фон Бойрман
Карл Мориц фон Бойрман (на немски: Karl Moritz von Beurmann) е немски изследовател на Африка.

## Биография
Роден е на 28 юли 1835 година в Потсдам, Германия. През 1853 година започва военна кариера, но скоро изоставя армията и ентусиазиран от пътешествията на Хайнрих Барт започва да прави планове за експедиции в Африка.
През 1860 – 1861 година предприема първото си пътуване в африканския континент като се изкачва по Нил до Короско, пресича Нубийската пустиня до Бербер и оттам до Суакин на Червено море.
През 1862 година тръгва от Бенгази, преминава през Джоло и Мурзук и в края на август достига до езерото Чад. В края на 1862 година предприема преговори с местните вождове, за да му разрешат да продължи на изток от езерото по посока на Судан, където най-вероятно е загинал неговият съотечественик Едуард Фогел. В началото на 1863 година такова разрешение му е дадено и той изследва платото Вадаи (1259 м) в Източен Чад, където през февруари е убит, вероятно по заповед на местния султан.